# Dictyolimon griffithii
Dictyolimon griffithii är en triftväxtart som först beskrevs av James Edward Tierney Aitchison och William Botting Hemsley, och fick sitt nu gällande namn av Karl Heinz Rechinger. Dictyolimon griffithii ingår i släktet Dictyolimon och familjen triftväxter. Inga underarter finns listade i Catalogue of Life.